# The Lost Zeppelin

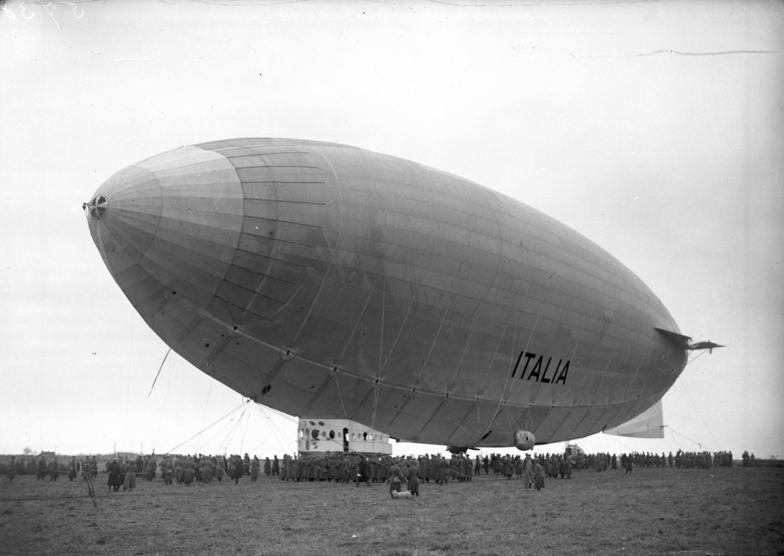
Le Zeppelin Italia

The Lost Zeppelin est un film américain réalisé par Edward Sloman et sorti en 1929.

## Synopsis
Le film est basé sur l'histoire de l'accident du dirigeable Italia qui s'écrase à proximité du Pôle nord en mai 1928.

## Fiche technique
- Réalisation : Edward Sloman
- Scénario : Frances Hyland d'après une histoire de Jack Natteford
- Production : Tiffany-Stahl Productions
- Photographie : Jackson Rose
- Musique : Meredith Willson
- Montage : Martin G. Cohn, W. Donn Hayes
- Durée : 8 bobines (72 minutes)[1]
- Dates de sortie: 
  - 20 décembre 1929

## Distribution
- Conway Tearle : Commandant Donald Hall
- Virginia Valli : Miriam Hall
- Ricardo Cortez : Tom Armstrong
- Duke Martin : Lieutenant Wallace
- Kathryn McGuire : Nancy
- Winter Hall : Mr. Wilson